# Komsakulturen
Komsakulturen er en nordnorsk stenalderkultur opkaldt efter en fundplads ved fjeldet Komsa i Alta. De ældste spor efter bosættelser er formentlig fra omkring 7000 f.Kr. og de yngste fra begyndelsen af yngre stenalder. Kulturen har ligheder med Fosna-Hensbackakulturen, tilsvarende kulturer i Finland og Rusland samt med Stenalderkulturer som Ahrensburgkulturen og Brommekulturen.
Der er fundet 10 "komsabopladser" langs Porsangerfjorden. Der er stærke formodninger om at samerne stammer fra Komsakulturen.